# Памятник Шопену (Тирана)
Памятник Шопену — монумент польскому композитору и пианисту-виртуозу в албанской столице г. Тирана. Единственный памятник композитору-иностранцу в Албании.
Открыт 12 ноября 2003 года президентом Польши Александром Квасьневским.
Автор — польский скульптор Анджей Ренес.
Сооружён на средства Международного фонда имени Фридерика Шопена.